# 1493
1493 (MCDXCIII) je bilo navadno leto, ki se je po julijanskem koledarju začelo na torek.

## Dogodki
- papež Aleksander VI. razdeli Novi svet med Španijo in Portugalsko.

## Rojstva
- 1. maj - Theophrastus Bombastus von Hohenheim Paracelsus, švicarski alkimist, zdravnik, okultist († 1541)

Neznan datum
- Radu V. Afumatski, vlaški knez († 1529)
- Sten Sture Mlajši, švedski regent († 1520)

## Smrti
Neznan datum
- Elija iz Mediga, italijanski judovski humanist, filozof (* 1458)